# چوبانلوی سفلی
چوبانلوی سفلی، روستایی است از توابع بخش مرکزی شهرستان سلماس استان آذربایجان غربی ایران.

## جمعیت
این روستا در دهستان لکستان قرار داشته و بر اساس سرشماری سال ۱۳۸۵ جمعیت آن ۱۵۹نفر (۳۵ خانوار) 
بوده است.